# 새벽녘보다 유리색인
새벽녘 전보다 유리색인(夜明け前より瑠璃色な 요아케마에요리 루리이로나[*])은 일본의 AUGUST사가 2005년 9월 22일 발매한 연애 어드벤처 게임이다.

## 개요
2005년에 성인게임 연간 세일즈 3위를 기록. 약 7만개의 매상을 기록하였으며, 2006년 12월 7일에 플레이스테이션2용 《새벽녘 전보다 유리색인 ~Brighter than dawning blue~》가 출시되었다.
2009년 2월 27일에는 플레이스테이션2용인 《새벽녘 전보다 유리색인 ~Brighter than dawning blue~》스토리의 후일담을 다루는 팬디스크 「새벽녘 전보다 유리색인 ~Moonlight Cradle~」 가 발매되었다.
이때 플레이스테이션2용인 《새벽녘 전보다 유리색인 ~Brighter than dawning blue~》이 WindowsPC 버전으로 이식되어서 세트로 발매가 되었다.

## 등장인물
※성우 표기⇒PC판/PS2판/TV애니메이션판※주석없는 경우는 이 차례

### 메인 캐릭터
아사기리 타츠야(일본어: 朝霧 達哉)
성우 : 司晃一(드라마 CD) / 치바 스스무(TV 애니메이션)
피나 팜 아슈라이트(フィーナ・ファム・アーシュライト)
성우 : 테즈카 마키 / 나바타메 히토미 / 나바타메 히토미(PC판, PS2판, TV 애니메이션판 동일)
미아 클레멘티스(ミア・クレメンティス)
성우 : 나루세 미아 / 노노세 미오 / 노노세 미오(PC판, PS2판, TV 애니메이션판 동일)
아사기리 마이(일본어: 朝霧 麻衣)
성우 : 아구미 오토 / 고토 마이 / 고토 마이(PC판, PS2판, TV 애니메이션판 동일)
타카미자와 나츠키(일본어:  鷹見沢 菜月)
성우 : 카이바라 에레나 / 효우세이 / 효우세이(PC판, PS2판, TV 애니메이션판 동일)
하즈키 사야카(일본어: 穂積 さやか)
성우 : 모도야마 미나 / 쿠로카와 나미 / 쿠로카와 나미(PC판, PS2판, TV 애니메이션판 동일)
리스릿 노엘(リースリット・ノエル)
성우 : 미사키 리나 / 이토 시즈카 / 이토 시즈카(PC판, PS2판, TV 애니메이션판 동일)
토오야마 미도리(일본어: 遠山 翠) (PC판에서는 공략이 불가능했으나 PS2에서 공략 히로인으로 승격되었다.)
성우 : 雅姫乃 / 타카노 나오코 / 타카노 나오코(PC판, PS2판, TV 애니메이션판 동일)
에스텔 프리지아(エステル・フリージア) (PS2에서 추가된 히로인)
성우 : 사모토 후우리 / 유이모토 미치루 (PC판, PS2판 동일. TV 애니메이션에서는 등장하지 않습니다.)
신시아 마르그릿트(シンシア・マルグリット) (팬디스크인 Moonlight Cradle에서 추가된 히로인)
성우 : 토오노 소요기

### 서브 캐릭터
카렌 클라비우스(カレン・クラヴィウス)
성우 : 羽桜涼子 / 아사카와 유우 / 아사카와 유우(PC판, PS2판, TV 애니메이션판 동일)
타카미자와 진(일본어: 鷹見沢 仁)
성우 : 辻宮春彦 / 코니시 카츠유키 / 키시오 다이스케
타카미자와 사몬(일본어:  鷹見沢 左門)
성우 : 巌蝉秋 / 아키모토 요스케 / 네기시 아키라
타카미자와 하루히(일본어:  鷹見沢 春日)
성우 : 테라다 하루히(TV 애니메이션)
라이오네스 테오 아슈라이트(ライオネス・テオ・アーシュライト)
성우 : 야마나카 소이치 / 히로세 마사시 / 키무라 마사후미
세피리아 팜 아슈라이트(セフィリア・ファム・アーシュライト)
성우 : 나바타메 히토미(TV 애니메이션)
모릿츠 자벨 프란츠 (モーリッツ・ザベル・フランツ)
성우 : 나카타 죠지

## 같이 보기
- AUGUST - 제작사.